# Robert Mehlhart
Robert Mehlhart (Trostberg, 1982) è un musicologo, compositore e religioso tedesco, frate presbitero domenicano, gregorianista e docente nel campo del canto gregoriano all’Università statale di Musica e arti dello spettacolo di Monaco di Baviera.

## Vita e formazione
Dopo la maturità classica e il noviziato ha studiato Teologia, Musica e Musicologia alle Università di Vienna e Oxford. Ha completato i suoi studi artistici (direzione di coro con Erwin Ortner, Ingrun Fussenegger, Jordi Casals, organo con Peter Planyavsky e canto gregoriano con Dom Kees Pouderojen OSB) all’Università di Musica e arti dello spettacolo di Vienna, dove ha conseguito il baccalaureato e il magister artium (summa cum laude con unanime distinzione). Come membro dell’Arnold Schönberg Chor, gli incontri musicali con Nikolaus Harnoncourt in particolare ispiravano il suo approccio alla musica.
Nel convento domenicano di Vienna, Mehlhart ha avviato la serie di musica da camera Concerti nel chiostro, di cui è stato responsabile con successo tra il 2008 e il 2012.
È stato ordinato presbitero dal cardinale Christoph Schönborn nel 2010.
Nella facoltà di Musicologia dell’Università di Vienna ha conseguito il dottorato summa cum laude nel campo di canto gregoriano, studiando con Dom Kees Pouderojen OSB (Confederazione benedettina di Solesmes).
Da 2012 è il direttore di musica (direttore di coro e organista) della Basilica di San Gaetano a Monaco di Baviera, dove svolge un’intensa attività liturgica e concertistica con cori e orchestra. È docente all’Università statale di Musica e arti dello spettacolo di Monaco e membro dell’Associazione Internazionale Studi di Canto Gregoriano (sezione tedesca).
A livello nazionale, Mehlhart è il vicepresidente dell’Associazione di Santa Cecilia in Germania.
Dal 2023 è Preside del Pontificio istituto di musica sacra.

## Pensiero e opere
Mehlhart ha studiato e approfondito le tematiche del canto gregoriano, musica rinascimentale cinquecentesca, musica della corte reale bavarese, e in generale sulla cultura musicale e il suo rapporto con la teologia contemporanea. Mehlhart ha studiato e approfondito anche il rapporto tra musica, fede e credibilità.

## Composizioni musicali
Mehlhart ha composto una diversità di testi e spartiti, di diversa natura e finalità. Si rimanda alla lista seguente.

### Composizioni scelte
- Vigilo per congregazione, soli, coro e organo (2013)
- Astro del ciel: cinque arrangiamenti per Coro e strumenti (2015/2019)
- Missa O Lumen per coro a cappella (2016)
- Cori di turba per la passione di S. Giovanni (2018)
- Show that you'll be there per baritone e pianoforte (wedding song 2018)
- Missa in tempore coronae per soprano e organo (2020)
- Missa San Domenico per tre voci (2021)

### Registrazioni scelte
- CD G. P. Palestrina Papae Marcelli (live 2015)
- CD Claudio Monteverdi Selva Morale e Spirituale (Magnificat Secondo, Messa A 4 Da Capella), (2018)
- CD Advent und Weihnachten: Lieder und Tänze. (Michael Praetorius, Terpsichore (1612), 2019)
- Oratio di Mathias Rehfeld (produzione youtube 2020, https://www.youtube.com/watch?v=TReD-c4--fc)
- CD Orlando di Lasso Missa Venatorum, Missa Cantorum, Magnificat Octavi Toni (2021)